# Hemipsilichthys papillatus
Hemipsilichthys papillatus е вид лъчеперка от семейство Loricariidae.

## Разпространение
Видът е разпространен в Бразилия (Минас Жерайс, Рио де Жанейро и Сао Пауло).